# Agnieszka Hałas
Agnieszka Anna Hałas (ur. 31 grudnia 1980 w Lublinie) – polska autorka fantasy, z wykształcenia biolog molekularny.
Znana głównie z opowiadań utrzymanych w mroczno-baśniowej stylistyce; pisze też wiersze. Stworzyła polską serię dark fantasy Teatr węży, której motywem przewodnim są losy żmija (czarnego maga) Krzyczącego w Ciemności oraz walka pomiędzy magami czarnymi i srebrnymi.
Od 1996 r. należy do Lubelskiego Klubu Fantastyki „Syriusz”. Studiowała biotechnologię na Uniwersytecie im. Marii Curie-Skłodowskiej w Lublinie, pracę magisterską obroniła w 2004 r. Od 2006 r. na studiach doktoranckich w Deutsches Krebsforschungszentrum (DKFZ) w Heidelbergu, doktoryzowała się w styczniu 2010 r. Redaktorka portalu Esensja oraz współredaktorka działu zagranicznego miesięcznika Nowa Fantastyka. Członkini grupy literackiej Harda Horda.

## Twórczość

### Książki[5]

#### Cykl o świecie Zmroczy
- Dwie karty, Teatr węży tom 1, Wydawnictwo Ifryt, Lublin 2011, wznowienie Dom Wydawniczy Rebis, Poznań 2017
- Pośród cieni, Teatr węży tom 2,  Solaris, Stawiguda 2013; e-book Wydawnictwo RW2010, Poznań 2013, wznowienie Dom Wydawniczy Rebis, Poznań 2017
- W mocy wichru, Teatr węży tom 3,  Solaris, Stawiguda 2013; e-book Wydawnictwo RW2010, Poznań 2013, wznowienie Dom Wydawniczy Rebis, Poznań 2018
- Śpiew potępionych, Teatr węży tom 4, Dom Wydawniczy Rebis, Poznań 2019
- Czerń nie zapomina, Teatr węży tom 5, Dom Wydawniczy Rebis, Poznań 2020

Na cykl składają się także liczne opowiadania.

#### Inne
- Między otchłanią a morzem – zbiór opowiadań, Wydawnictwo Ares, Katowice 2004
- Po stronie mroku –  zbiór opowiadań, Wydawnictwo RW2010, Poznań 2013
- Olga i osty – powieść, Wydawnictwo W.A.B., 2016[6]
- Świerszcze w soli – zbiór opowiadań, Sine Qua Non, Kraków 2023

### Opowiadania[7]
- Białe dłonie – „Fenix” nr 10(79)/1998
- Dziecko – „Fenix” nr 2(81)/1999
- Wtyka (miniatura) – „Nowa Fantastyka” nr 7(202)/1999
- W głębi – „Fenix” nr 9(88)/1999
- W zamian – „Fenix” nr 4(93)/2000
- Klejnot z Doliny Machin – „Fenix” nr 11(99)/2000
- Tropem skorpiona – „Science Fiction” nr 17/2002
- By ją ocalić – „Science Fiction” nr 22/2003 (nominacja do nagrody Nautilus)
- Gad i sługa ziemi – antologia Młode wilki polskiej fantastyki, tom 1, Wydawnictwo Ares 2, Katowice 2003
- Ostatni raz – „Science Fiction” nr 38/2004
- Wiara, nadzieja, miłość – „Science Fiction” nr 45/2004
- Wycieczka za miasto (miniatura) – „Nowa Fantastyka” nr 3(270)/2005
- Ale nas zbaw ode złego – magazyn internetowy „Esensja”
- Kto się śmieje ostatni – magazyn internetowy „Esensja”
- Sen o lilii – magazyn internetowy „Esensja”
- Koriana – „Science Fiction, Fantasy i Horror” nr 53/2010
- Dom z żółtym szyldem – „Science Fiction, Fantasy i Horror” nr 59/2010
- Świątynia na wzgórzu – magazyn internetowy „Esensja”
- Po stronie mroku – „Science Fiction, Fantasy i Horror” nr 64/2011
- Kłopot barona Hoogstratena – „Science Fiction, Fantasy i Horror” nr 69/2011
- Córka sztukmistrza – „Science Fiction, Fantasy i Horror” nr 76/2012 (opowiadanie zdobyło I nagrodę w konkursie „Horyzonty Wyobraźni” w 2010 r.)
- Opowieść o śpiących królewnach – antologia „Science fiction po polsku”, Wydawnictwo Paperback, Strzelin 2012
- Mędrcy świata – na blogu autorki (II nagroda w Fantastycznym Konkursie Literackim kanału SciFi Universal i portalu Duzeka.pl – 2012)
- Druga strona słońca – na portalu Gavran
- Tajemnicze zniknięcie Bernadety – antologia „Kryminalna 13”, Oficyna Wydawnicza RW2010, Poznań 2014  (e-book)
- Szatański plan – antologia  „Szablą i wąsem”, Oficyna Wydawnicza RW2010, Poznań 2014 (e-book)
- Cena, której zażądała Nyht – antologia „Kot na sznurku”, numer specjalny magazynu internetowego „Esensja”, 2014 (e-book)
- Pokłosie pewnego bankructwa – Fantastyka – wydanie specjalne nr 03/2014
- Czarne i czarniejsze – Fenix Antologia nr 1-2/2018
- Schronisko – Fenix Antologia 1 (5)/2019
- W krainie sylfów – Dom Wydawniczy Rebis, 2019 (e-book)
- Śnieg i lód – bezpłatny promobook, „Rebis”, 2020
- Róże świętej Elżbiety – „Harde Baśnie”, antologia, Wydawnictwo SQN, Kraków 2020
- Dzieci rosną w bluszczu – „Szepty”, antologia, Wydawnictwo SQN, Kraków 2022[8]

### Tomiki poezji[5]
- Królewna liść, Norbertinum, Lublin 1999
- Ostatni z żyjących, Norbertinum, Lublin 2006

## Nagrody[7]
- nominacja do nagrody Nautilus za By ją ocalić (2003)
- I nagroda w konkursie „Horyzonty Wyobraźni” za Córka sztukmistrza (2010)
- II nagroda w Fantastycznym Konkursie Literackim kanału SciFi Universal i portalu Duzeka.pl za Mędrcy świata (2012)
- Nagroda im. Janusza A. Zajdla za powieść Czerń nie zapomina (2021)
- Nagroda im. Janusza A. Zajdla za opowiadanie Świerszcze w soli (2024)[9]